# Ringtheater

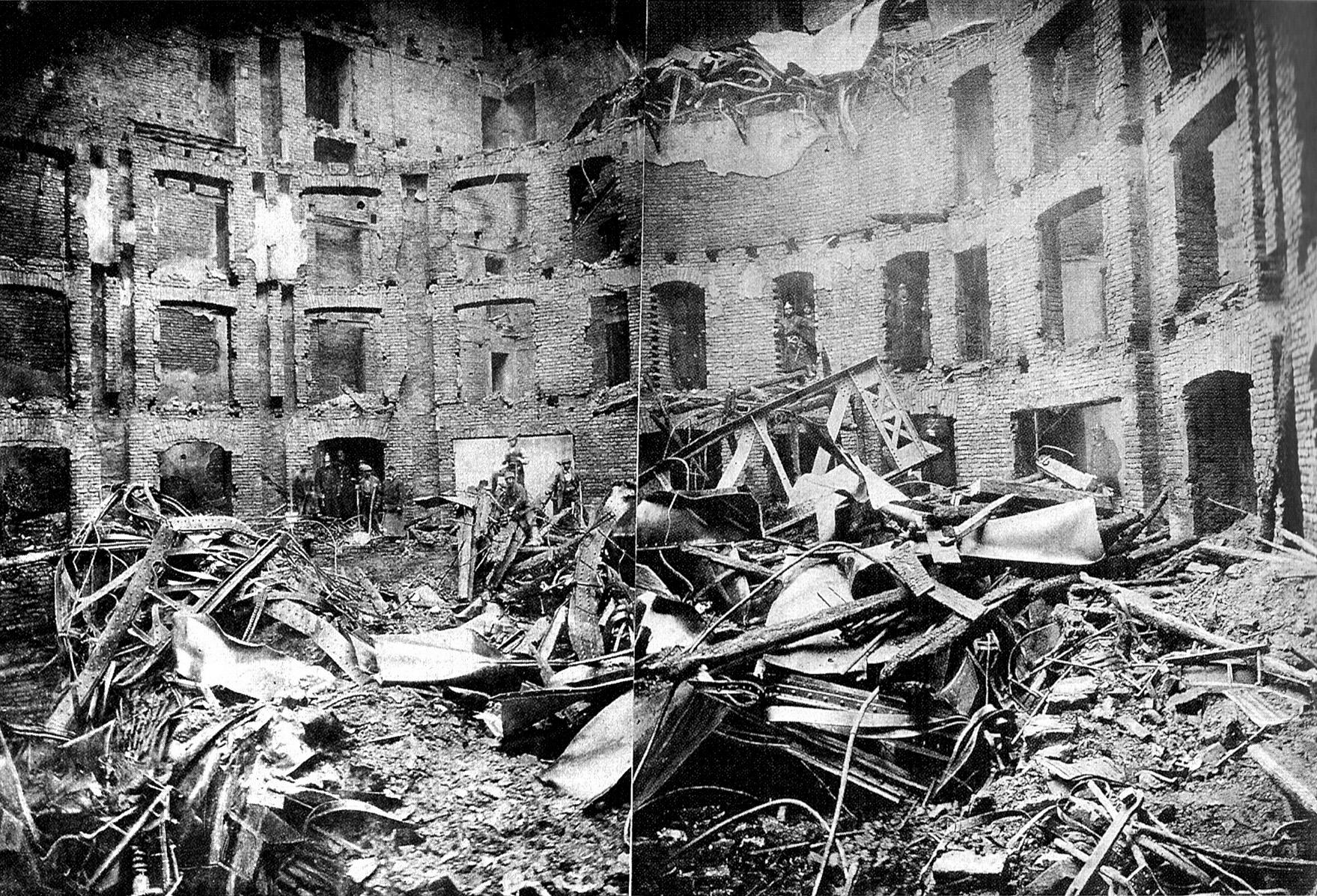
Divadlo v ruinách v prosinci téhož roku

Ringtheater bylo divadlo ve Vídni, vybudované v letech 1872 až 1874. V roce 1881 jej zachvátil požár, při kterém zahynulo kolem 400 lidí. Přesné údaje se rozcházejí, bývá udáváno např. 384 či 450.

## Historie
Divadlo Ringtheater bylo vystavěno v letech 1872 až 1874 podle projektu rakouského architekta Emila von Förstera. Veřejnosti se otevřelo 17. ledna 1874 pod názvem Opéra comique, a svým repertoárem se tak odlišovalo od „seriózní“ Vídeňské státní opery. Roku 1878 bylo přejmenováno na Ringtheater.

## Požár
Požár vypukl dne 8. prosince 1881 krátce před představením Hoffmannových povídek francouzského skladatele Jacquesa Offenbacha. Nepřežilo jej asi 400 lidí. Vysoký počet obětí souvisel s tím, že budova divadla měla na malém půdorysu pojmout 1700 osob v publiku. Aby dosáhl rozšíření prostoru, zvedal architekt budovu do výšky, přičemž při požáru se systém schodišť a úzkých tmavých chodeb bez oken stal pastí. Běžné plynové osvětlení totiž bylo vypnuto, aby nepřispívalo k šíření požáru, a nouzové olejové osvětlení nebylo funkční. K vysokému počtu mrtvých přispěl i fakt, že vstupní dveře hlavního vchodu se otevíraly dovnitř. Mnoho lidí tak bylo umačkáno v davu, který se v panice pokoušel dostat z budovy ven.
Po tragédii byla přijata opatření, která měla podobným událostem předcházet. Povinnou výbavou větších divadel se stala železná opona, vstupní dveře začaly být konstruovány tak, aby se otevíraly směrem ven. Velká část raněných zemřela i proto, že jim nebyla poskytnuta ihned odborná lékařská pomoc. Proto již následující den založil Jaromír Mundy s Janem Nepomuckým hrabětem Wilczekem a Eduardem Lamezanem organizaci záchranné služby, která vznikla jako dobrovolná organizace Wiener Freiwillige Rettungsgesellschaft.

## Známé oběti
- Władysław Pęgowski – rakouský právník a politik
- Ladislaus Vetsera – bratr rakouské šlechtičny Marie Vetserové
- Hynek Rybička – starosta města Česká Třebová